# Diversinervus elegans
Diversinervus elegans är en stekelart som beskrevs av Filippo Silvestri 1915. Diversinervus elegans ingår i släktet Diversinervus och familjen sköldlussteklar. Inga underarter finns listade i Catalogue of Life.